# Wilczkowice (województwo dolnośląskie)
Wilczkowice – wieś w Polsce położona w województwie dolnośląskim, w powiecie wrocławskim, w gminie Jordanów Śląski.

## Podział administracyjny
W latach 1975–1998 miejscowość należała administracyjnie do województwa wrocławskiego.

## Demografia
Według Narodowego Spisu Powszechnego (III 2011 r.) liczyły 330 mieszkańców. Są trzecią co do wielkości miejscowością gminy Jordanów Śląski.

## Nazwa
Według niemieckiego językoznawcy Heinricha Adamy’ego nazwa miejscowości wywodzi się od polskiej nazwy drapieżnika wilka. W swoim dziele o nazwach miejscowych na Śląsku wydanym w 1888 roku we Wrocławiu wymienia on najwcześniejszą nazwę wsi jako Wilczcowicz podając jej znaczenie "Wolfsdorf" czyli po polsku "Wieś wilków". Nazwa wsi została później fonetycznie zgermanizowana na Wilschkowitz i utraciła swoje pierwotne znaczenie.
Znaczenie to notuje również śląski pisarz Konstanty Damrot w swojej pracy o śląskim nazewnictwie z 1896 roku wydanej w Bytomiu. Wymienia dwie nazwy: obecnie funkcjonującą, polską "Wilczkowice" oraz niemiecką "Wilschkowitz" cytując również staropolską nazwę "Wilkowicz" pod jaką wieś została zanotowana w łacińskim dokumencie z roku 1206.

## Historia
W latach 1947–1950 prowadzone były prace mające na celu odbudowę znacznie zniszczonej podczas działań wojennych wsi jako wsi doświadczalnej. Przy odbudowie Wilczkowic wykorzystane miały być doświadczenia zdobyte podczas podobnego procesu, realizowanego od 1945 roku w Piasecznie koło Warki. O ile jednak tworząc koncepcję Piaseczna zakładano jako podstawę ekonomiczną rolnictwo indywidualne, o tyle doświadczenie wilczkowickie miało pomóc w wypracowaniu modelu dla wielkoobszarowej gospodarki spółdzielczej. Podobnie jak w przypadku Piaseczna inicjatorem przedsięwzięcia był Stefan Tworkowski.  Model gospodarczy eksperymentu został opracowany przez profesora Wincentego Stysia, prawnika, ekonomistę, współtwórcę Wyższej Szkoły Handlowej we Wrocławiu.

## Zabytki
Do wojewódzkiego rejestru zabytków wpisany jest:
- kościół filialny pw. św. Kazimierza, z końca XIII w., XV w., lata 1981–1983